# 穆萨拉环形山
穆萨拉环形山（Messala）是位于月球正面东南高地上一座古老的大撞击坑，约形成于45.5-39.2亿年前的前酒海纪，其名称取自波斯犹太占星术士暨天文学家马沙阿拉·伊本·阿塔里(Mashallah ibn Athari，约740年-815年)，1935年被国际天文学联合会正式接受。

## 描述

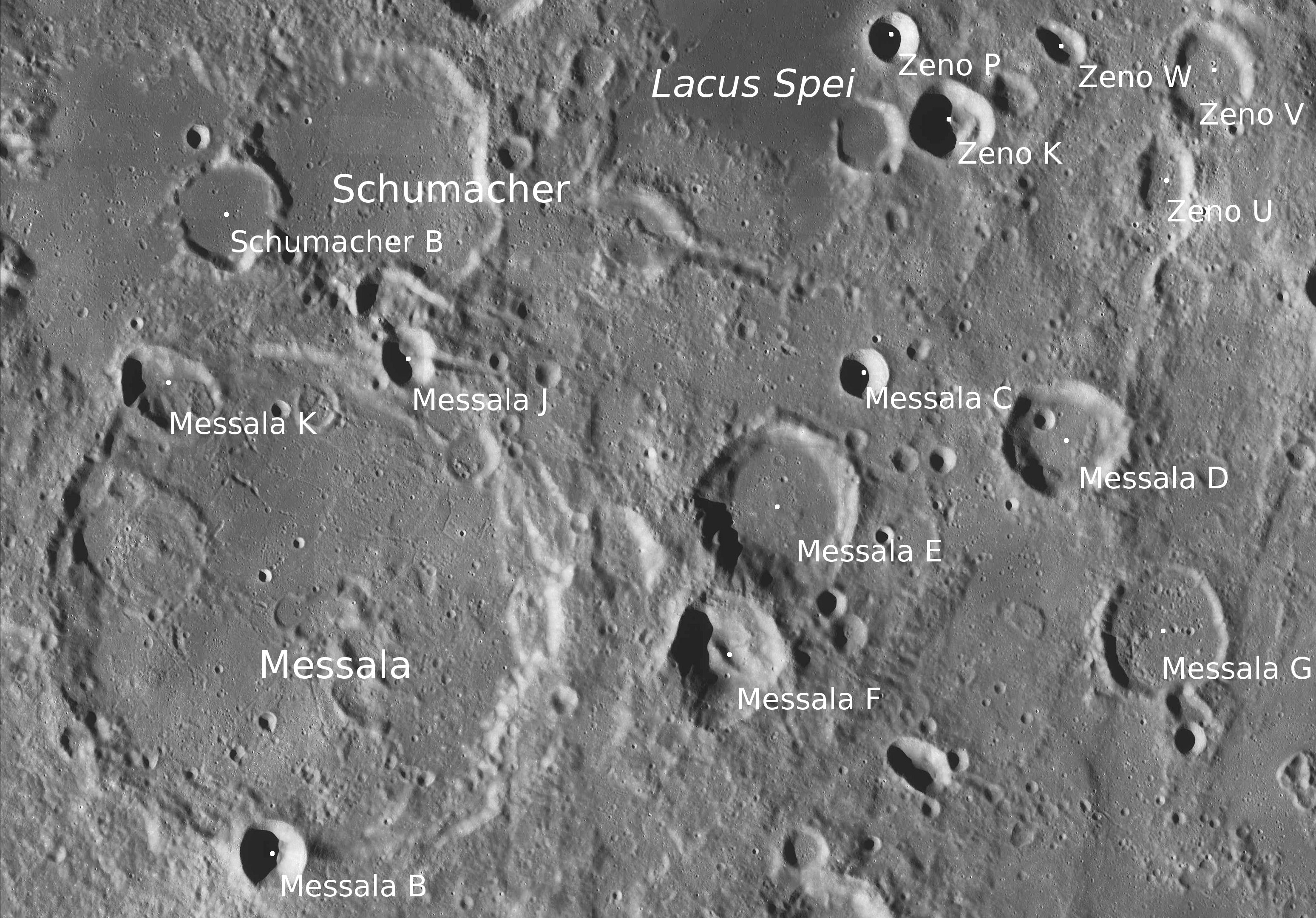
穆萨拉环形山的周边，月球勘测轨道飞行器拍摄。

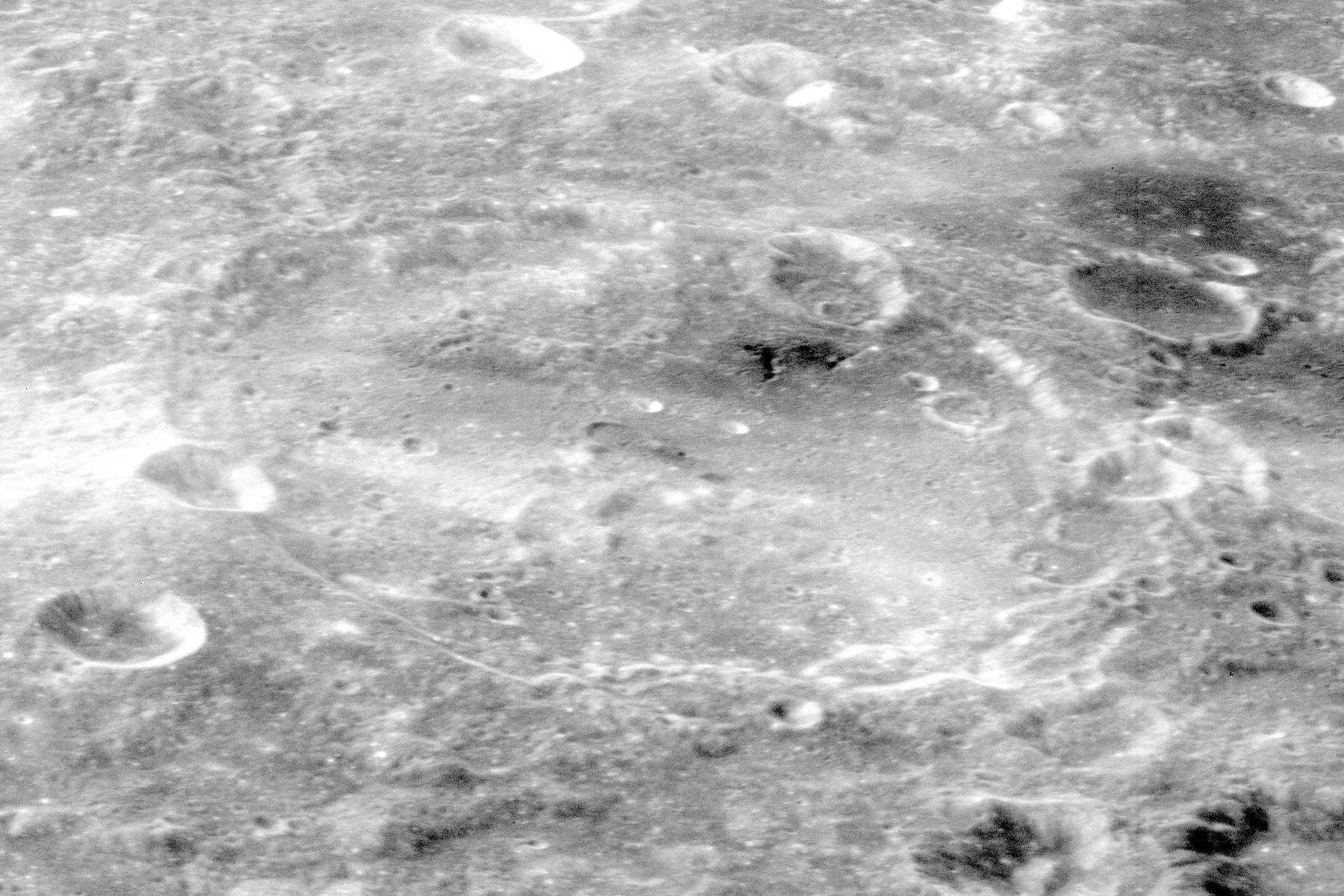
阿波罗16号拍摄的 斜视图

该陨坑西北毗邻胡克陨石坑、北面靠近舒马赫环形山、伯努利陨石坑位于它的南面，西南偏南及西南偏西分别坐落了杰米纽斯环形山和贝采利乌斯陨石坑，在它的北面和东北不远处则分布着时令湖和希望湖。该陨坑中心月面坐标为39°19′N 60°04′E / 39.31°N 60.06°E，直径122.40公里，深约2.92公里。
穆萨拉环形山的外观轮廓参差不齐，因存续时间长而严重损毁。沿南、北和西北侧边缘上分别横跨了卫星坑"穆萨拉 B"、"穆萨拉 J"和"穆萨拉 K",但它的内侧壁仍保留有一些明显的阶坡结构痕迹。该环形山的残壁最大高出周边地形1610米，内部容积约为15825.30公里3，坑底表面崎岖、隆起，东南部覆盖有一系列的残迹坑，并向西延伸出数道山脊，而坑内最大的残迹坑却位于西侧内壁附近，西北部分布了二串坐落在火山碎屑岩堆上的短链坑，这些链坑中的陨洞有可能是火山口。

## 卫星陨石坑
按惯例，靠近穆萨拉环形山的卫星坑在月图上以字母标注在该坑中心点的旁边。

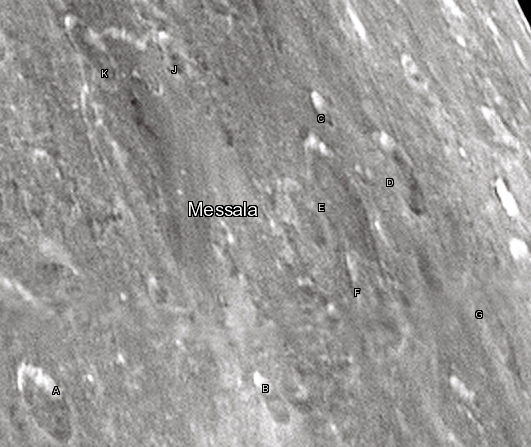
周边卫星坑图

| 穆萨拉 | 纬度    | 经度    | 直径    |
| ------ | ------- | ------- | ------- |
| A      | 36.6° N | 53.8° E | 26 公里 |
| B      | 37.4° N | 59.9° E | 18 公里 |
| C      | 40.9° N | 65.8° E | 12 公里 |
| D      | 40.5° N | 67.8° E | 28 公里 |
| E      | 40.0° N | 64.9° E | 40 公里 |
| F      | 38.9° N | 64.4° E | 32 公里 |
| G      | 39.1° N | 68.6° E | 29 公里 |
| J      | 41.1° N | 61.2° E | 15 公里 |
| K      | 41.1° N | 58.5° E | 13 公里 |

## 另请参阅
- Andersson, L. E.; Whitaker, E. A. . NASA RP-1097. 1982.
- Blue, Jennifer. . USGS. July 25, 2007  [2007-08-05]. （原始内容存档于2019-12-13）.
- Bussey, B.; Spudis, P. . New York: Cambridge University Press. 2004. ISBN 978-0-521-81528-4.
- Cocks, Elijah E.; Cocks, Josiah C. . Tudor Publishers. 1995. ISBN 978-0-936389-27-1.
- McDowell, Jonathan. . Jonathan's Space Report. July 15, 2007  [2007-10-24]. （原始内容存档于2019-06-21）.
- Menzel, D. H.; Minnaert, M.; Levin, B.; Dollfus, A.; Bell, B. . Space Science Reviews. 1971, 12 (2): 136–186. Bibcode:1971SSRv...12..136M. doi:10.1007/BF00171763.
- Moore, Patrick. . Sterling Publishing Co. 2001. ISBN 978-0-304-35469-6.
- Price, Fred W. . Cambridge University Press. 1988. ISBN 978-0-521-33500-3.
- Rükl, Antonín. . Kalmbach Books. 1990. ISBN 978-0-913135-17-4.
- Webb, Rev. T. W.  6th revised. Dover. 1962. ISBN 978-0-486-20917-3.
- Whitaker, Ewen A. . Cambridge University Press. 1999. ISBN 978-0-521-62248-6.
- Wlasuk, Peter T. . Springer. 2000. ISBN 978-1-85233-193-1.